# Agrodiaetus humedasae
Agrodiaetus humedasae är en fjärilsart som beskrevs av Toso och Emilio Balletto 1976/77. Agrodiaetus humedasae ingår i släktet Agrodiaetus och familjen juvelvingar. Inga underarter finns listade i Catalogue of Life.